# Nemeskolta
Nemeskolta là một thị trấn thuộc hạt Vas, Hungary. Thị trấn này có diện tích 7,34 km², dân số năm 2010 là 375 người, mật độ 51 người/km².